# Nové Kopisty
Nové Kopisty (früher tschechisch Německé Kopisty, deutsch Deutsch Kopist) ist ein Ortsteil der Stadt Terezín in Tschechien. Er gehört dem Okres Litoměřice an.

## Geographie
Der Ort liegt zwei Kilometer südwestlich von Terezín auf 149 m ü. M. an der Elbe im Mündungsbereich der Eger. Südlich des Dorfes führt die Eisenbahnstrecke von Lovosice nach Roudnice nad Labem vorbei, auf welcher Nové Kopisty einen Haltepunkt hat. Nachbarorte sind Mlékojedy im Norden, Želetice im Nordosten, Terezín im Osten, Lukavec im Westen und Lovosice im Nordwesten.
Ursprünglich befand sich der Ort am Ortsausgang nach Litoměřice an der Stelle des Leitmeritzer Tores. Er wurde beim Festungsbau 1781 aufgelöst.

## Geschichte
Das alte Dorf Kopisty lag am linken Ufer der Eger gegenüber von České Kopisty und wurde 1141 erstmals urkundlich in einer Schenkungsliste der Herzogin Gertrud von Babenberg für das gemeinsam mit ihrem Mann Vladislav II. gestiftete Kloster Doxan erwähnt. Bis ins 17. Jahrhundert wurde das Dorf mehrmals an Leitmeritzer Bürgern verpfändet oder auch von diesen als Pfand genommen, um Forderungen gegenüber dem Kloster durchzusetzen. 1465 findet sich in einer Liste König Georg von Podiebrads erstmals der Name Německé Kopisti.
Nach der Niederlage in der Schlacht bei Lobositz begannen in Österreich Planungen für den Bau von Befestigungsanlagen. Auf Order Kaiser Josephs II. wurden mehrere Gebiete nach strategisch geeigneten Standorten untersucht, dabei fiel auch Budin in die nähere Auswahl. Dabei wurde am 28. und 29. September 1779 auch die Gegend von Deutsch Kopist besichtigt und am 10. Jänner 1780 fiel in Prag die Entscheidung für den Bau einer Festung auf den Fluren von Deutsch Kopist und Drabschitz. Im Frühjahr 1780 begann der Festungsbau durch die Pioniertruppen des Generals Karl Clemens Graf Pellegrini. Viele Bewohner von Deutsch Kopist, deren Familien hier schon über Jahrhunderte ansässig waren, ersuchten um Erhalt ihrer Wirtschaften und lehnten eine Umsiedlung auf den neu zugeteilten Grund und Boden ab. Es kam zu Tumulten und nach gerichtlichen Androhungen wurde der Ort aufgegeben. Nachdem im März 1781 die Bewohner Entschädigungen erkämpft hatten, wurden am 19. April 1781 der Grundstein für das neue Dorf, das ursprünglich aus 33 Häusern bestand, gelegt. Aus dem alten Dorf wurde ein Holzkreuz von 1688 und eine Glocke in den neuen Ort überführt.
1830 hatte Deutsch Kopist 252 Einwohner, und bis 1890 stieg die Zahl seiner Bewohner auf 419. Beim Bau der Eisenbahn von Prag nach Dresden erhielt deutsch Kopist einen Bahnhalt. Pfarrort war Bauschowitz, das bis zum Bau der ersten eigenen Schule im Jahre 1898 auch Schulort war. Bis 1920 war die Einwohnerzahl auf 630 angewachsen, die mehrheitlich der tschechischen Volksgruppe angehörten. Das traditionell bäuerliche Dorf lebte vor allem vom Ackerbau. 1991 hatte der Ort 383 Einwohner. Im Jahre 2001 bestand das Dorf aus 161 Wohnhäusern, in denen 363 Menschen lebten.
Obwohl Nové Kopisty mehr als zwei Kilometer von Elbe und Eger entfernt ist, wurde es bei Hochwassern durch seine Lage in einer Senke zumeist in Mitleidenschaft gezogen. Deshalb wurde als Hochwasserauffangbecken im August 2002 ein See angelegt.